# Okres Karlovy Vary

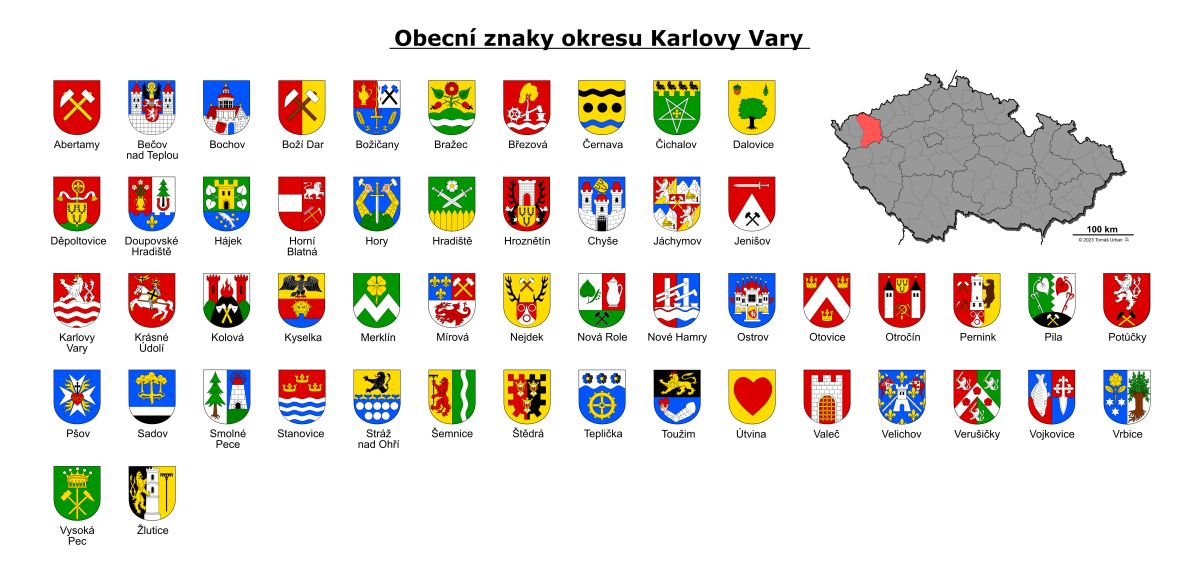
Přehled obecních znaků okresu Karlovy Vary

Okres Karlovy Vary je okres v Karlovarském kraji. Jeho dřívějším sídlem bylo město Karlovy Vary.
Sousedí s karlovarskými okresy Cheb a Sokolov, s plzeňským okresem Plzeň-sever, ústeckými okresy Chomutov a Louny a jeho severozápadní hranice tvoří státní hranicí s Německem.
Pětinu území zabírá vojenský újezd Hradiště.

## Struktura povrchu
K 31. prosinci 2003 měl okres celkovou plochu 1 628,23 km², z toho:
- 37,04 % zemědělských pozemků, které z 44,88 % tvoří orná půda (16,62 % rozlohy okresu)
- 62,96 % ostatní pozemky, z toho 66,29 % lesy (41,74 % rozlohy okresu)

## Demografické údaje
Data k 30. červnu 2005:
| Popis          | Celkem  | Ženy           | Muži           |
| -------------- | ------- | -------------- | -------------- |
| počet obyvatel | 121 168 | 62 195 51,33 % | 58 973 48,67 % |
| průměrný věk   | 39,7    | 41,1           | 38,2           |

- hustota zalidnění: 74 ob./km²
- 78,64 % obyvatel žije ve městech

### Zaměstnanost
(2003)
| Počet obyvatel se stálým zaměstnáním | 29 206    |
| Průměrný plat                        | 14 513 Kč |
| Nezaměstnaných                       | 6 851     |
| Míra nezaměstnanosti                 | 10,34 %   |

### Školství
(2003)
| Druh školy                     | Počet škol |
| ------------------------------ | ---------- |
| Mateřské školy                 | 57         |
| Základní školy                 | 44         |
| Gymnázia                       | 3          |
| Střední školy průmyslové školy | 12         |
| Střední odborná učiliště       | 10         |
| Vyšší odborné školy            | 2          |

### Zdravotnictví
(2014)
| Lékaři                          | 514 |
| Nemocnice                       | 5   |
| Specializovaná léčebná zařízení | 1   |
| Zubní lékaři                    | 64  |
| Lékárny                         | 35  |

### Zdroj
- Český statistický úřad

## Silniční doprava
Okresem prochází dálnice D6 a silnice I. třídy I/6, I/13, I/20 a I/25.
Silnice II. třídy jsou II/193, II/194, II/198, II/205, II/207, II/208, II/209, II/219, II/220, II/221, II/222, II/226 a II/230.

## Železniční doprava
Okresem prochází železniční tratě : Chomutov–Cheb, Chodov – Nová Role, Karlovy Vary – Johanngeorgenstadt, Karlovy Vary – Mariánské Lázně, Karlovy Vary – Merklín, Nové Sedlo u Lokte – Krásný Jez, Protivec–Bochov, Rakovník – Bečov nad Teplou. 

## Seznam správních obvodů obcí s rozšířenou působností
Okres se skládá ze dvou správních obvodů obcí s rozšířenou působností, které jsou shodné se správními obvody obcí s pověřeným úřadem:
- Karlovy Vary
- Ostrov

## Seznam obcí a jejich částí

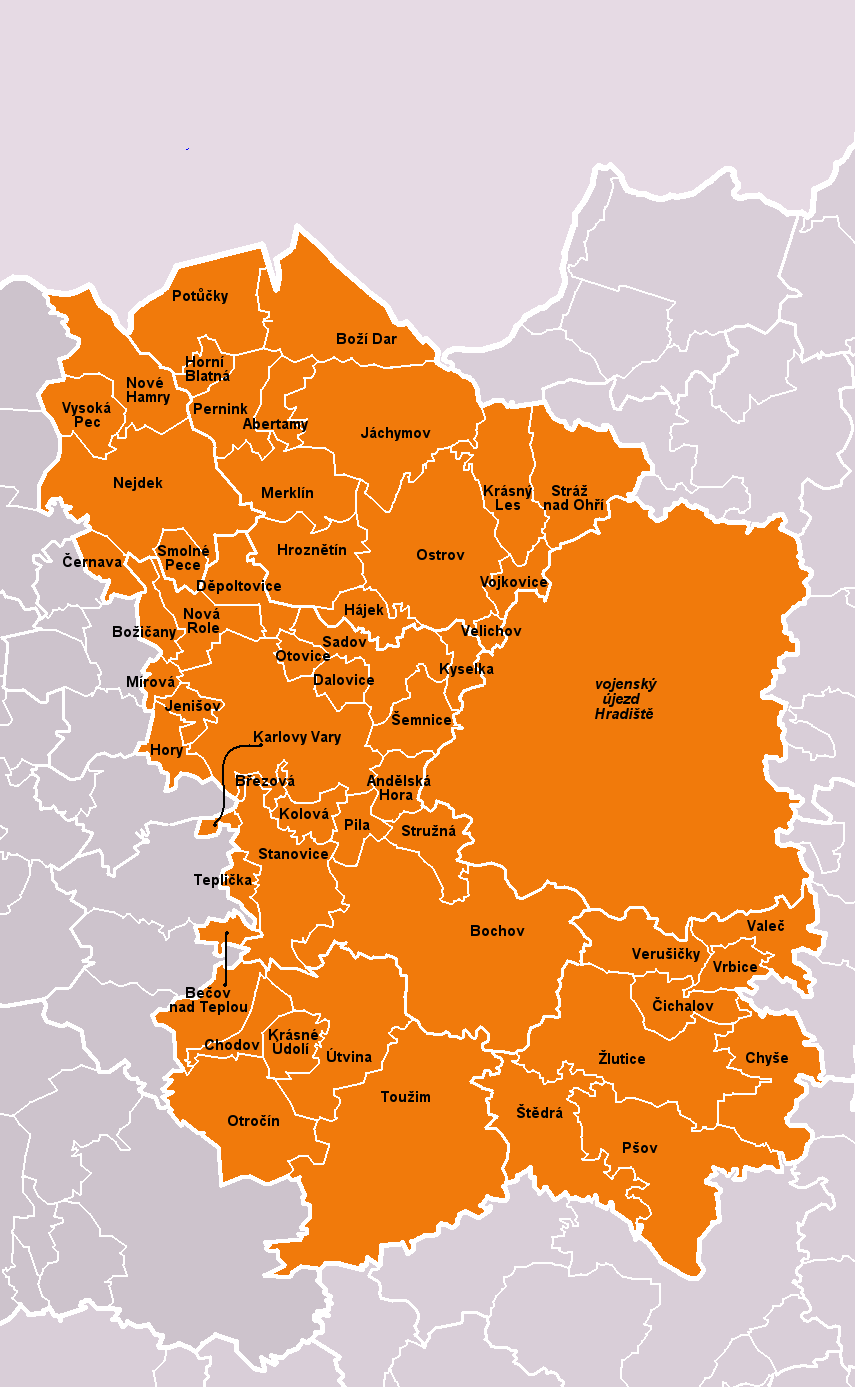
Obce okresu Karlovy Vary dle stavu k 1. lednu 2010

Města jsou uvedena tučně, městyse kurzívou, části obcí malince.

Abertamy (Hřebečná) •
Andělská Hora •
Bečov nad Teplou (Krásný Jez • Vodná) •
Bochov (Číhaná • Dlouhá Lomnice • Herstošice • Hlineč • Javorná • Jesínky • Kozlov • Mirotice • Německý Chloumek • Nové Kounice • Polom • Rybničná • Sovolusky • Teleč • Těšetice • Údrč)  •
Boží Dar (Ryžovna • Zlatý Kopec) •
Božičany •
Bražec (Dolní Valov • Javorná) •
Březová •
Černava (Rájec) •
Čichalov (Kovářov • Mokrá • Štoutov) •
Dalovice (Všeborovice • Vysoká) •
Děpoltovice (Nivy) •
Doupovské Hradiště •
Hájek (Nová Víska) •
Horní Blatná •
Hory •
Hroznětín (Bystřice • Odeř • Ruprechtov • Velký Rybník) •
Chodov •
Chyše (Číhání • Čichořice • Dvorec • Chyše • Chýšky • Jablonná • Luby • Podštěly • Poříčí • Radotín • Žďárek)  •
Jáchymov (Mariánská • Nové Město • Suchá • Vršek) •
Jenišov (Pod Rohem) •
Karlovy Vary (Bohatice • Cihelny • Čankov • Doubí • Drahovice • Dvory • Hůrky • Karlovy Vary • Olšová Vrata • Počerny • Rosnice • Rybáře • Sedlec • Stará Role • Tašovice)  •
Kolová (Háje) •
Krásné Údolí (Odolenovice) •
Krásný Les (Damice • Horní Hrad) •
Kyselka (Nová Kyselka • Radošov) •
Merklín (Lípa • Oldřiš • Pstruží) •
Mírová •
Nejdek (Bernov • Fojtov • Lesík • Lužec • Nejdek • Oldřichov • Pozorka • Suchá • Tisová • Vysoká Štola)  •
Nová Role (Jimlíkov • Mezirolí) •
Nové Hamry •
Ostrov (Arnoldov • Dolní Žďár • Hanušov • Hluboký • Horní Žďár • Kfely • Květnová • Liticov • Maroltov • Mořičov • Ostrov • Vykmanov)  •
Otovice •
Otročín (Brť • Měchov • Poseč • Tisová) •
Pernink (Bludná • Rybná) •
Pila •
Potůčky (Stráň) •
Pšov (Borek • Chlum • Kobylé • Kolešov • Močidlec • Novosedly • Pšov • Semtěš)  •
Sadov (Bor • Lesov • Podlesí • Stráň) •
Smolné Pece •
Stanovice (Dražov • Hlinky • Nové Stanovice) •
Stráž nad Ohří (Boč • Kamenec • Korunní • Malý Hrzín • Osvinov • Peklo • Smilov • Srní • Stráž nad Ohří)  •
Stružná (Horní Tašovice • Nová Víska • Peklo • Žalmanov) •
Šemnice (Dubina • Pulovice • Sedlečko) •
Štědrá (Brložec • Domašín • Lažany • Mostec • Prohoř • Přestání • Štědrá • Zbraslav) •
Teplička •
Toužim (Bezděkov • Branišov • Dobrá Voda • Dřevohryzy • Kojšovice • Komárov • Kosmová • Lachovice • Luhov • Nežichov • Políkno • Prachomety • Radyně • Smilov • Toužim • Třebouň)  •
Útvina (Český Chloumek • Chylice • Přílezy • Sedlo • Svinov) •
Valeč (Jeřeň • Kostrčany • Nahořečice • Velký Hlavákov) •
Velichov •
Verušičky (Albeřice • Budov • Hřivínov • Luka • Malý Hlavákov • Týniště • Vahaneč • Verušičky • Záhoří)  •
Vojkovice (Jakubov) •
Vrbice (Bošov • Skřipová) •
Vysoká Pec (Rudné) •
Žlutice (Knínice • Protivec • Ratiboř • Skoky • Verušice • Veselov • Vladořice • Záhořice • Žlutice)  •
vojenský újezd Hradiště

### Změna hranice okresu
Do 1. ledna 2007 bylo v okrese Karlovy Vary také město:
- Teplá – poté okres Cheb

## Vojenský újezd
- Vojenský újezd Hradiště

## Řeky
- Střela
- Ohře
- Teplá
- Rotava
- Bystřice
- Rolava
- Černá
- Blšanka
- Liboc